# AP化學
大学先修课程化学 (AP化学或 AP Chem)是美国大学理事会为美国和加拿大高中生提供的大学先修课程中的化学科目，以便他们展示自己的能力，获得大学学分。

## 课程
对化学、物理科学和生物科学感兴趣的学生欢迎选修AP化学。严谨的课程会帮助学生在学年末复习AP化学考试。AP化学课程章节包括原子理論, 化学键, 相 (物质), 溶液, 化学反应, 化学平衡, 化学动力学, 电化学, 和热力学。

## 选修门槛
美国大学理事会建议学生在选修前应该首先完成高中化学和代数II课程； 然而，每个学校对此的实际要求不同。AP化学通常需要代数II的知识；有的学校允许学生在学习代数II的同时选修AP化学。有的学生跳过高中化学的普通班或荣誉班直接参加选修，但前提一般是完成特别的考试。

## 章节
考试囊括了化学的基本章节：
- 反应
  - 化学平衡
  - 化学动力学
  - 计量学
  - 热力学
  - 电化学
  - 反应形式
- 物质形态
  - 气体, 理想气体和分子运动论
  - 液体
  - 固体
  - 溶液
- 物质结构
  - 原子理論
  - 化学键
  - 核化学
  - 分子结构
  - 分子模型
- 有机化学
- 实验与计算
  - 热化学
  - 化学动力学
  - 化学平衡
  - 气体定律计算

## 考试内容
- 物质结构, 20%
- 物质形态, 20%
- 反应, 35-40%
- 化学描述, 10-15%
- 实验, 5-10%

## 考试
AP化学考试一般在每年的5月份举行。考试包括两大部分（选择题和申论题）。两大部分由75个选择题和6个申论作文组成，测试学生对化学方程、溶液的了解，并在假定的情景下写成论文。
- 第一部分为选择题，不允许使用计算器，提供除元素周期表以外的参考资料，时长为90分钟。第一部分测试课程的广度。

- 第二部分为申论题，分为两小部分: Part A，要求完成三个问题，Part B，包括三个问题。Part A 时长55分钟，允许使用计算器，Part B 时长40分钟，不允许使用计算器。Part A 中的第一题为溶解度、酸碱度、或压力/浓度有关。Part B 中的第一题与化学方程式有关，该题分为3节，要求学生解答，旨在考察学生对离子化学方程式配平能力。如果时间允许，考生可以在回答 Part B 时返回去做 Part A，但是不许使用计算器。学生必须完成所有六道题。

虽然在第一部分和第二部分Part B不允许使用计算器，但是在整个第二部分都有元素周期表，标准还原电势扼要和两页公式表供考生使用。

## 成绩分布
2007成绩分布为:
| 成绩     | 2007   | 2008    | 2009    | 2010    | 2011    | 2012    |
| -------- | ------ | ------- | ------- | ------- | ------- | ------- |
| 5        | 15.3%  | 18.4%   | 18.0%   | 17.1%   | 17.0%   | 16.4%   |
| 4        | 18.0%  | 17.5%   | 17.9%   | 18.5%   | 18.4%   | 19.3%   |
| 3        | 23.0%  | 20.0%   | 20.2%   | 19.3%   | 19.5%   | 20.1%   |
| 2        | 18.5%  | 14.3%   | 14.2%   | 12.7%   | 14.6%   | 15.0%   |
| 1        | 25.3%  | 29.9%   | 29.8%   | 32.3%   | 30.4%   | 29.2%   |
| 平均分   | 2.79   | 2.80    | 2.80    | 2.76    | 2.77    | 2.79    |
| 考生人数 | 97,136 | 100,586 | 104,789 | 115,077 | 122,651 | 132,425 |